# Liste des espèces d'oiseaux de Terre de Feu
Cet article recense les espèces d’oiseaux présentes en Terre de Feu (résidents) y compris les oiseaux migrateurs (migrateurs). On y compte 196 espèces et une sous-espèce regroupées selon leur ordre (en vert) et leur famille (en bleu).
L’archipel de Terre de Feu se compose de trois principales écorégions : 
- l’écorégion extra andine, située au nord de la Grande Île de Terre de Feu composée de steppes (estepa riograndese) avec une pluviométrie moyenne de 300 mm et une température moyenne annuelle de 5,5 °C ;
- l’écorégion andine, située dans la partie australe de l’archipel en incluant les îles, composée de forêts fuégiennes (bosque fueguino) avec une pluviométrie moyenne de 500 à 700 mm ;
- l’écotone de ces deux écorégions, située au nord du lac Fagnano (ecotono) avec une pluviométrie moyenne de 500 mm.

Les aires protégées en Terre de Feu argentine sont la réserve naturelle côtière Costa Atlántica, les réserves naturelles Corazón de la Isla, Laguna Negra, Río Valdez, Islas de los Estados, Playa Larga et le parc national Tierra del Fuego. Celles de Terre de Feu chilienne sont le parc national Cabo de Hornos, le parc ethnobotanique Omora, le parc naturel de Karukinka et le parc national Alberto de Agostini.
La liste précise le statut d’observation (abondant, commun, occasionnel, isolé, rare), la nidification en Terre de Feu, le statut saisonnier (résident ou migrateur), le statut UICN (liste rouge de l'UICN).   
| Sphenisciformes |
| Spheniscidae |
| --- |
| - Manchot de Magellan (Spheniscus magellanicus) • Commun • Nidifie • Résident • UICN : NT - Gorfou sauteur (Eudyptes chrysocome) • Isolé - Gorfou doré (Eudyptes chrysolophus) • Rare - Manchot papou (Pygoscelis papua) • Isolé - Manchot royal (Aptenodytes patagonicus) • Isolé - Manchot à jugulaire (Pygoscelis antarcticus) • Occasionnel - Manchot empereur (Aptenodytes forsteri) • Rare - Manchot Adélie (Pygoscelis adeliae) • Occasionnel |

| Podicipediformes |
| Podicipedidae |
| --- |
| - Grand Grèbe (Podiceps major) • Abondant - Grèbe aux belles joues (Podiceps occipitalis) • Commun - Grèbe de Rolland (Rollandia rolland) • Commun |

| Procellariiformes |
| Procellariidae |
| --- |
| - Pétrel géant (Macronectes giganteus) • Abondant - Pétrel de Hall (Macronectes halli) • Rare - Damier du Cap (Daption capense) • Commun - Fulmar argenté (Fulmarus glacialoides) • Commun - Pétrel antarctique (Thalassoica antarctica) • Rare - Puffin (ou pétrel) à menton blanc (Procellaria aequinoctialis) • Rare - Puffin (ou pétrel) gris (Procellaria cinerea) • Rare - Pétrel de Lesson (Pterodroma lessonii) • Rare - Pétrel des neiges (Pagodroma nivea) • Rare - Pétrel de Kerguelen (Aphrodroma brevirostris) • Isolé - Pétrel de Schlegel (Pterodroma incerta) • Occasionnel - Pétrel maculé (Pterodroma inexpectata) • Occasionnel - Prion de Belcher (Pachyptila belcheri) • Isolé - Prion de Forster (Pachyptila vittata) • Rare - Prion colombe (Pachyptila turtur) • Rare - Prion de la Désolation (Pachyptila desolata) • Rare - Prion bleu (Halobaena caerulea) • Isolé - Puffin fuligineux (Puffinus griseus) • Commun - Puffin majeur (Puffinus gravis) • Isolé |
| Hydrobatidae |
| - Océanite de Wilson (Oceanites oceanicus) • Isolé - Océanite à ventre noir (Fregetta tropica) • Rare - Océanite néréide (Garrodia nereis) • Rare |
| Pelecanoididae |
| - Puffinure de Magellan (Pelecanoides magellani) • Isolé - Puffinure de Géorgie du Sud (Pelecanoides georgicus) • Rare - Puffinure plongeur (Pelecanoides urinatrix) • Rare |
| Diomedeidae |
| - Albatros à sourcils noirs (Thalassarche melanophris) • Isolé - Albatros royal (Diomedea epomophora) • Rare - Albatros hurleur (Diomedea exulans) • Isolé - Albatros à tête grise (Thalassarche chrysostoma) • Isolé - Albatros fuligineux (Phoebetria palpebrata) • Commun |

| Pelecaniformes |
| Phalacrocoracidae |
| --- |
| - Cormoran vigua (Phalacrocorax brasilianus) • Commun - Cormoran impérial (Leucocarbo atriceps) • Abondant - Cormoran de Magellan (Phalacrocorax magellanicus) • Abondant |

| Ciconniiformes |
| Ardeidae |
| --- |
| - Bihoreau gris (Nycticorax nycticorax) • Commun - Héron garde-bœufs (Bubulcus ibis) • Isolé - Grande aigrette (Ardea alba) • Occasionnel - Héron cocoi (Ardea cocoi) • Rare |
| Threskiornithidae |
| - Ibis à face noire (Theristicus melanopis) • Abondant |
| Cathartidae |
| - Condor des Andes (Vultur gryphus) • Commun - Urubu à tête rouge (Cathartes aura) • Commun                                                                                  |

| Phoenicopteriformes                                    |
| Phoenicopteridae                                       |
| ------------------------------------------------------ |
| - Flamant du Chili (Phoenicopterus chilensis) • Commun |

| Anseriformes |
| Anatidae |
| --- |
| - Coscoroba blanc (Coscoroba coscoroba) • Commun - Cygne à cou noir (Cygnus melancoryphus) • Commun - Ouette de Magellan (Chloephaga picta) • Abondant - Ouette à tête rousse (Chloephaga rubidiceps) • Isolé - Ouette marine (Chloephaga hybrida) • Abondant - Ouette à tête grise (Chloephaga poliocephala) • Abondant - Canard huppé (Lophonetta specularioides) • Abondant - Canard spatule (Anas platalea) • Commun - Sarcelle tachetée (Anas flavirostris) • Abondant - Canard à queue pointue (Anas georgica) • Abondant - Brassemer de Patagonie (Tachyeres patachonicus) • Commun - Brassemer cendré (Tachyeres pteneres) • Commun - Sarcelle cannelle (Anas cyanoptera) • Isolé - Canard de Chiloé (Anas sibilatrix) • Abondant - Nette demi-deuil (Netta peposaca) • Occasionnel - Canard des Bahamas (Anas bahamensis) • Occasionnel - Érismature ornée (Oxyura vittata) • Occasionnel - Érismature des Andes (Oxyura ferruginea) • Occasionnel - Sarcelle bariolée (Anas versicolor) • Occasionnel - Merganette des torrents (Merganetta armata) • Isolé - Canard à lunettes (Speculanas specularis) • Isolé |

| Falconiformes |
| Accipitridae |
| --- |
| - Buse aguia (Geranoaetus melanoleucus) • Commun - Busard bariolé (Circus cinereus) • Commun - Buse tricolore (Buteo polyosoma) • Commun - Buse de Patagonie (Buteo ventralis) • Rare - Épervier bicolore (Accipiter bicolor) • Commun - Busard de Buffon (Circus buffoni) • Rare                                                                                |
| Falconidae |
| - Crécerelle d'Amérique (Falco sparverius) • Commun - Faucon pèlerin (Falco peregrinus) • Commun - Faucon aplomado (Falco femoralis) • Commun - Caracara huppé (Caracara plancus) • Abondant - Caracara austral (Phalcoboenus australis) • Isolé - Caracara à gorge blanche (Phalcoboenus albogularis) • Isolé - Caracara chimango (Milvago chimango) • Abondant |

| Gruiformes |
| Rallidae |
| --- |
| - Foulque à jarretières (Fulica armillata) • Isolé - Foulque leucoptère (Fulica leucoptera) • Commun - Foulque à front rouge (Fulica rufifrons) • Occasionnel - Râle à bec ensanglanté (Pardirallus sanguinolentus) • Isolé - Râle austral (Rallus antarcticus) • Rare |

| Charadriiformes |
| Haematopodidae |
| --- |
| - Huîtrier d'Amérique (Haematopus palliatus) • Isolé - Huîtrier de Garnot (Haematopus leucopodus) • Abondant - Huîtrier noir (Haematopus ater) • Commun |
| Charadriidae |
| - Vanneau téro (Vanellus chilensis) • Commun - Pluvier des Falkland (Charadrius falklandicus) • Abondant - Pluvier de d'Urville (Charadrius modestus) • Abondant - Pluvier oréophile (Oreopholus ruficollis) • Commun - Pluvier bronzé (Pluvialis dominica) • Isolé - Pluvier argenté (Pluvialis squatarola) • Rare - Pluvier semipalmé (Charadrius semipalmatus) • Rare |
| Scolopacidae |
| - Barge hudsonienne (Limosa haemastica) • Abondant - Grand Chevalier (Tringa melanoleuca) • Isolé - Petit Chevalier (Tringa flavipes) • Commun - Courlis corlieu (Numenius phaeopus) • Commun - Bécasseau sanderling (Calidris alba) • Commun - Bécasseau à croupion blanc (Calidris fuscicollis) • Abondant - Bécasseau de Baird (Calidris bairdii) • Commun - Bécasseau maubèche (rufa) (Calidris canutus rufa), une sous-espèce du bécasseau maubèche (Calidris canutus) • Abondant - Bécassine de Magellan (Gallinago magellanica) • Commun - Bécassine de Strickland (Gallinago stricklandii) • Rare - Tournepierre à collier (Arenaria interpres) • Commun - Phalarope de Wilson (Phalaropus tricolor) • Abondant - Phalarope à bec large (Phalaropus fulicarius) • Rare - Bécasseau du ressac (Aphriza virgata) • Rare - Chevalier semipalmé (Tringa semipalmata) • Rare - Bécasseau à poitrine cendrée (Calidris melanotos) • Rare |
| Pluvianellidae |
| - Pluvianelle magellanique (Pluvianellus socialis) • Isolé |
| Thinocoridae |
| - Attagis de Magellan (Attagis malouinus) • Isolé - Thinocore de Patagonie (Thinocorus rumicivorus) • Abondant - Thinocore de d'Orbigny (Thinocorus orbignyianus) • Commun |
| Chionidae |
| - Chionis blanc (Chionis albus) • Commun |
| Laridae |
| - Labbe du Chili (Stercorarius chilensis) • Commun - Mouette de Patagonie (Chroicocephalus maculipennis) • Abondant - Goéland de Scoresby (Leucophaeus scoresbii) • Abondant - Goéland dominicain (Larus dominicanus) • Abondant - Sterne hirundinacée (Sterna hirundinacea) • Abondant - Sterne couronnée (Sterna vittata) • Occasionnel - Labbe antarctique (Stercorarius antarcticus) • Occasionnel - Labbe parasite (Stercorarius parasiticus) • Rare - Sterne pierregarin (Sterna hirundo) • Occasionnel - Sterne arctique (Sterna paradisaea) • Commun - Sterne de Trudeau (Sterna trudeaui) • Occasionnel - Mouette de Franklin (Leucophaeus pipixcan) • Occasionnel - Bec-en-ciseaux noir (Rynchops niger) • Occasionnel |

| Columbiformes |
| Columbidae |
| --- |
| - Pigeon biset (Columba livia) • Abondant - Tourterelle oreillarde (Zenaida auriculata) • Isolé - Colombe à ailes noires (Metriopelia melanoptera) • Rare - Pigeon du Chili (Patagioenas araucana) • Occasionnel |

| Psittaciformes                                              |
| Psittacidae                                                 |
| ----------------------------------------------------------- |
| - Conure magellanique (Enicognathus ferrugineus) • Abondant |

| Strigiformes |
| Tytonidae |
| --- |
| - Effraie des clochers (Tyto alba) • Isolé |
| Strigidae |
| - Grand-duc de Magellan (Bubo magellanicus) • Isolé - Chevêchette australe (Glaucidium nana) • Isolé - Hibou des marais (Asio flammeus) • Commun - Chouette masquée (Strix rufipes) • Rare |

| Apodiformes                                          |
| Trochilidae                                          |
| ---------------------------------------------------- |
| - Colibri du Chili (Sephanoides sephanoides) • Isolé |

| Coraciiformes                                                |
| Alcedinidae                                                  |
| ------------------------------------------------------------ |
| - Martin-pêcheur à ventre roux (Megaceryle torquata) • Isolé |

| Piciformes                                            |
| Picidae                                               |
| ----------------------------------------------------- |
| - Pic de Magellan (Campephilus magellanicus) • Commun |

| Passeriformes |
| Furnariidae |
| --- |
| - Géositte mineuse (Geositta cunicularia) • Abondant - Géositte à bec court (Geositta antarctica) • Commun - Upucerthie des buissons (Upucerthia dumetaria) • Isolé - Cinclode brun (Cinclodes fuscus) • Abondant - Cinclode d'Oustalet (Cinclodes oustaleti) • Isolé - Cinclode à ventre sombre (Cinclodes patagonicus) • Abondant - Cinclode fuligineux (Cinclodes antarcticus) • Isolé - Synallaxe austral (Asthenes anthoides) • Commun - Synallaxe rayadito (Aphrastura spinicauda) • Abondant - Synallaxe mésange (Leptasthenura aegithaloides) • Isolé - Picotelle à gorge blanche (Pygarrhichas albogularis) • Abondant - Synallaxe troglodyte (Phleocryptes melanops) • Rare |
| Rhinocryptidae |
| - Mérulaxe des Andes (Scytalopus magellanicus) • Commun |
| Tyrannidae |
| - Moucherolle à ventre bai (Neoxolmis rufiventris) • Isolé - Pitajo de Patagonie (Colorhamphus parvirostris) • Rare - Pépoaza œil-de-feu (Xolmis pyrope) • Commun - Dormilon bistré (Muscisaxicola maclovianus) • Abondant - Dormilon à ventre roux (Muscisaxicola capistratus) • Isolé - Dormilon à sourcils blancs (Muscisaxicola albilora) • Rare - Dormilon à nuque jaune (Muscisaxicola flavinucha) • Isolé - Dormilon à bec maculé (Muscisaxicola maculirostris) • Isolé - Grand Gaucho (Agriornis lividus) • Isolé - Lessonie noire (Lessonia rufa) • Abondant - Taurillon mésange (Anairetes parulus) • Commun - Élénie à cimier blanc (Elaenia albiceps) • Commun            |
| Hirundinidae |
| - Hirondelle du Chili (Tachycineta leucopyga) • Abondant - Hirondelle bleu et blanc (Pygochelidon cyanoleuca) • Commun - Hirondelle rustique (Hirundo rustica) • Isolé - Hirondelle à front blanc (Petrochelidon pyrrhonota) • Rare |
| Troglodytidae |
| - Troglodyte familier (Troglodytes aedon) • Abondant - Troglodyte à bec court (Cistothorus platensis) • Isolé |
| Turdidae |
| - Merle austral (Turdus falcklandii) • Abondant |
| Motacillidae |
| - Pipit correndera (Anthus correndera) • Commun |
| Mimidae |
| - Moqueur de Patagonie (Mimus patagonicus) • Rare |
| Cotingidae ou Phytotomidae |
| - Rara à queue rousse (Phytotoma rara) • Occasionnel |
| Emberizidae |
| - Phrygile à tête grise (Phrygilus gayi) • Abondant - Phrygile de Patagonie (Phrygilus patagonicus) • Abondant - Phrygile petit-deuil (Phrygilus fruticeti) • Isolé - Phrygile gris-de-plomb (Phrygilus unicolor) • Commun - Mélanodère à sourcils blancs (Melanodera melanodera) • Commun - Mélanodère à sourcils jaunes (Melanodera xanthogramma) • Commun - Diuca gris (Diuca diuca) • Occasionnel - Bruant chingolo (Zonotrichia capensis) • Abondant - Sicale de Patagonie (Sicalis lebruni) • Commun - Sicale des savanes (Sicalis luteola) • Occasionnel |
| Passeridae |
| - Moineau domestique (Passer domesticus) • Abondant |
| Fringillidae |
| - Chardonneret à menton noir (Carduelis barbata) • Abondant |
| Icteridae |
| - Sturnelle australe (Sturnella loyca) • Abondant - Quiscale austral (Curaeus curaeus) • Commun |